# Маіте Нкоана-Машабане
Маіте Нкоана-Машабане (афр. Maite Nkoana-Mashabane; англ. Maite Nkoana-Mashabane) (30 вересня 1963) — південноафриканська політична та державна діячка, дипломат. Міністр міжнародних відносин і співробітництва Південно-Африканської Республіки у 2009 - 2018 роках.

## Біографія
Народилася 30 вересня 1963 року в селищі Га-Маканьє (провінція Трансвааль в Південно-Африканській Республіці). У 1980-х роках вона була активним членом Об'єднаного демократичного фронту, працювала різних структурах Масового демократичного руху, також підтримувала партію Африканський національний конгрес. 
У 1992-1995 рр. вона займала посаду президента Ліги жінок АНК в провінції Лімпопо, і була членом Національного комітету ліги жінок Африканського національного конгресу. У 1994-1995 роках мала мандат депутата Національних Зборів.
Після закінчення епохи апартеїду перейшла на дипломатичну роботу.
З січня 2005 року по травень 2008 року працювала в місцевих органах влади провінції Лімпопо, на посаді міністра у справах місцевого самоврядування та житлового будівництва. У 2004-2008 роках вона працювала заступником генерального секретаря АНК в провінції Лімпопо. У грудні 2007 року вона увійшла до складу Національного виконавчого комітету АНК.
Її чоловік Норман Машабане, який працював Надзвичайним та Повноважним Послом ПАР в Індонезії, загинув у 2007 році в автомобільній катастрофі.

## Дипломатична діяльність
З початку працювала на різних посадах в Міністерстві закордонних справ ПАР.
З 1995 по 1999 рр. була Надзвичайним і Повноважним Послом ПАР в Малайзії, з акредитацією в Брунеї і Філіппінах
З 1999 по 2005 рр. на посаді Надзвичайного і Повноважного Посла ПАР в Індії, з акредитацією в Шрі-Ланці, Бангладеш, Непал і Мальдіви.
У 2009 - 2018 роках очолювала Міністерство міжнародних відносин і співробітництва ПАР.